# سید محمد کلاردشتی
 محمد کلاردشتی' ملقب به سید عالمگیر، یکی از بزرگان و شخصیت‌های مورد احترام مسلک یارسان(اهل حق) در دوره قاجار بود. او لک و از خاندان آتش‌بیگی بود. در سال ۱۳۰۹ هجری قمری، در کلاردشت مازندران، به همراه کثیری از مردم که عمدتاً ازایل خواجوند و پیرو اهل‌حق بودند علیه عمال حکومت ناصرالدین شاه قاجار دست به شورش و مبارزه زد. محمدولی‌خان تنکابنی (ساعدالدوله) برای سرکوب آنها عازم کلاردشت شد. در درگیری پیش آمده تعداد زیادی از یارانش قتل‌عام شدند و سیدمحمد نیز دستگیر و به تهران منتقل شد.

## زندگی
سید محمد کلاردشتی، فرزند سیداسماعیل، اصالتاً از ایل لک تبار دلفان، متولد کرمانشاه و ساکن تبریز بوده‌است. تاریخ دقیق تولد و وفاتش مشخص نیست و به احتمال زیاد در سال ۱۸۴۸ م (۱۲۶۵ ق) متولد شده و در ۷ سپتامبر ۱۹۱۶ (۱۶ شهریور ۱۲۹۵ / ۹ ذوالقعده ۱۳۳۴) درگذشته ‌است. او در منطقه چیتگر به خاک سپرده شد و مزارش همچنان زیارتگاه دوستدارانش است. در ده‌سالگی پدر را از دست داد و به همراه مادر، تحت قیمومت و حمایت میر محمدحسن آقا تبریزی—که بنا بر برخی روایات محتمل، پسرعمویش بوده‌است—قرار گرفت. در سال ۱۳۰۸ هجری قمری (۱۲۶۰ خورشیدی و ۱۸۹۰ میلادی) از کرمانشاه به کلاردشت آمد و علیه ناصرالدین‌شاه و دربار او به تبلیغ پرداخت. او به تدریج پیروانی پیدا کرد که شمار آن‌ها را تا ۲ هزار نفر ذکر کرده‌اند.

## شرح قیام او
بر مبنای نوشته‌های برخی از نویسندگان و تاریخ‌نگاران، در سال ۱۳۰۹ قمری (۱۲۷۰ خورشیدی و ۱٨٩١ میلادی) از کلاردشت خبر رسید که سیدی، مردم را تحریک به آشوب می‌کند و عنوان او این بود که شاه، قوانین شرع انور و اصول دیانت را مراعات نمی‌کند. این سید، پس از مدت‌ها تبلیغ نظریات خویش، در حدود دو هزار نفر از مردم را در اطراف خود گرد آورده و خود را «سام» نامیده‌بود. در دین یارسان از شخصی به نام سام یاد شده که به عنوان ذات حقیقت تجلی می‌کند. او همچنین خود را «عالمگیر» نام نهاده‌بود.
ناصرالدین شاه قاجار، ساعدالدوله تنکابنی را با معاونت علاءالدوله و همراه با پانصد نفر قوا، روانهٔ کلاردشت مازندران کرد. به فاصله بیست روز از حرکت ساعدالدوله، گزارش رسید که دویست نفر از متجاسرین، کشته شده و سید محمد کلاردشتی هم دستگیر شده‌است.
سید محمد کلاردشتی را با غل و زنجیر، روی قاطر بسته آوردند و با تشریفات زیاد وارد پایتخت کردند و او را مستقیماً به حضور شاه بردند. او در مقابل عتاب و خطاب شاه، به گریه و زاری متوسل شد و خود را بیگناه و رفقایش را مقصر قلمداد کرد. شاه حکم به حبس او داد.سیدمحمد کلاردشتی در هفدهم محرم ۱۳۰۹ ق. با وساطت نائب‌السلطنه از زندان آزاد و از طرف دولت برای او بیست تومان مقرری تعیین شد سیدمحمد که از زمان اسارت به خاطر نقشش در واقعه کلاردشت به سید کلاردشت معروف شده بود به اقامت در تهران به مدت نامشخصی محکوم شد. دولت به‌منظور تأمین مخارج معیشت وی مقرری ماهانه تعیین کرد. اعتمادالسلطنه مبلغ این ماهیانه را بیست تومان ثبت کرده‌است. سید پس از آزادی ابتدا مدتی در منطقه امیریه تهران زندگی می‌کرد و سپس به منطقه چیتگر نقل مکان کرده ودر املاک خالصه آنجا به کشاورزی مشغول شد.

## قیام وی
ابوالحسن بزرگ امید در خاطرات و مشاهدات خویش که با عنوان «از ماست که بر ماست» انتشار یافته‌است، ضمن اشاره به برخی جزئیات ماجرای قیام سید محمد کلاردشتی، دربارهٔ ماهیت این قیام چنین اظهار نظر می‌کند:
چنانچه یک تلمبهٔ اشک‌آور در آن زمان وجود داشت، خون این همه بیگناه، بیهوده ریخته نمی‌شد. این بدبختان، که سید و جدّ او را حافظ و نگهدار و حامی خود می‌پنداشتند، با بیل و چماق آمده‌بودند عالم را برای سید فتح کنند و تصور می‌کردند همان‌طور که آب دریا قشون فرعون را که در تعقیب موسی و امتش برآمدند، غرق کرد، بحر خزر هم قوای ناصرالدین شاه بی‌دین را به قعر دریا فروخواهد برد!... ساعدالدوله هم در نتیجهٔ غلبه بر همین چماق و بیل‌ها، به درجهٔ سرداری مفتخر شد!...
دربارهٔ آمار کشته‌شده‌های دو طرف نظر یکسانی وجود ندارد؛ برخی دیگر از منابع بر خلاف بزرگ امید که تعداد کشتگان در این قیام را حدود ۲۰۰ نفر ذکر کرده‌است، از قتل‌عام ۱۲۰۰ نفر از مردم هوادار سید در جریان سرکوب قیام او توسط ساعدالدوله سخن گفته‌اند و نوشته‌اند که سید نیز به اتفاق یارانش به قتل رسید. به هر حال بعد از سرکوب این قیام، محمدولی‌خان تنکابنی (ساعدالدوله) به درجهٔ سرداری مفتخر شد و مبلغی نیز از طرف شاه، به عنوان شکرانهٔ رفع بلا در میدان توپخانه پخش شد. طبق گزارش ساعدالدوله به شاه صد و پنجاه نفر از پیروان سیّد و از قشون دولتی نیز ده یا دوازده نفر کشته شده بودند. تعداد کشته‌های بومی را دو هزار نفر هم گفته‌اند. درگیری با دستگیری سید تمام نمی‌شود و «بعد از رفتن ساعدالدوله و بردن سید مذکور پسرهای ساعدالدوله تا سه ماه در هرکجا که از این خواجه‌وندها گیر می‌آوردند به درخت بسته با گلوله می‌زدند بعضی‌ها را دست‌وپایشان را بسته زنده‌زنده به خاک می‌سپردند و چند قریه که از خواجه‌وندها در لب دریا باقی بود همه را چاپیدند و اهالی‌اش را اسیر کردند و یک دختری از خواجه‌وندها تا یک سال در خرم‌آباد در خانه ساعدالدوله بود».

### چرایی وقوع این رویداد

#### انگیزه‌های ملی مذهبی
دربارهٔ چرایی این قیام و ماهیت آن در اسناد منقول اختلاف‌نظر است. واقعه کلاردشت با اعتراضات مردمی به واگذاری امتیاز تنباکو و توتون به فردی انگلیسی به نام رژی در شهرهای مهم ایران ازجمله تهران، تبریز، شیراز، اصفهان و یزد هم‌زمان بود؛ «شاه تصمیم گرفته‌است که برای سرکوبی عالم‌گیر و پیروان او که از شدت تعصب مرتکب فجایعی باورنکردنی شده‌اند قشون روانه دارد زیرا که اگر از این طغیان به‌زودی جلوگیری نشود باحال غلیانی که مردم دارند ممکن است از آن زحمت کلی به وجود آید بخصوص که اخبار واصله از جنوب زیاد خوش نیست مخصوصاً در اصفهان که انقلاباتی تازه رخ داده و یکی از تجار معتبر اصفهان در مقابل امر ظل‌السلطان که باید توتون و تنباکو را به عمال شرکت تحویل داد هرچه را که از این جنس خریده بود آتش زده‌است».
ماهیت مذهبی این حرکت نگرانی و واکنش تند و سریع دربار به آن بود. در دوره قاجار، بی‌عدالتی، فقر، وضعیت ناگوار اقتصادی و سیاسی حاکم بر کشور مردم را تگنا قرار داده بود. مردم خسته و ناامید از اوضاع‌واحوال، چاره را در ظهور منجی موعود می‌دیدند. با ناامیدی از عوامل زمینی و امید به ظهور منجی آسمانی و عقاید و تعصبات مذهبی، افراد به‌زودی جذب فرقه‌های جدید همچون بابیه شدند. سیدعلی محمد باب، دعوی خود را در زمان محمدشاه و ولیعهدی ناصرالدین‌شاه آشکار کرد. بابی‌ها، تمام مصائب و مشکلات مردم را به حکومت نسبت می‌دادند. در زمان ناصرالدین‌شاه و صدارت امیرکبیر، «باب» دستگیر و به اعدام محکوم گردید. شنیدن اخباری دربارهٔ ادعاهای مذهبی سید، شاه را که از دوران ولیعهدی با این موضوع درگیر بود نسبت به موضوع کلاردشت بیشتر حساس و نگران کرده بود. فوریه، پزشک ناصرالدین‌شاه در ذیل خاطرات ۲۶ ربیع‌الاول ۱۳۰۸ به ترس دولت به تکرار حرکت‌هایی مانند بابیه اشاره می‌کند: «سیدی که خود را عالم‌گیر نامیده مردم را به عصیان برخلاف دولت می‌خواند و می‌گوید که این دولت دین را بر باد داده و از اطاعت و قواعد شرع سرپیچی می‌کند. تاکنون هزارنفری دور او جمع آمده و استحکاماتی جهت خود تهیه دیده‌اند. معلوم نیست که به این حال قضایای بابیه تجدید نشود!». کندی وزیرمختار وقت انگلیس نوامبر ۱۸۹۱ م. در تلگرافی به نخست‌وزیر انگلیس می‌نویسد: «ناصرالدین‌شاه مایل است که ماهیت مذهبی قیام را پوشیده نگاه دارد و امین‌السلطان به من اطلاع داده‌است که چنین وانمود خواهد شد که چون برخی از عشایر سر به طغیان برداشته‌اند، دست جات نظامی برای اعاده نظم به آنجا گسیل می‌گردد». طبق اظهار برخی منابع سید محمد خود را نماینده میر محمدحسن آقا تبریزی (شاه حسن) معرفی می‌کرده‌است.

#### میر محمدحسن آقا تبریزی
میر محمدحسن آقا تبریزی (۱۳۱۵–۱۳۲۳ ه‍.ق) شخصیت بلندآوازه و صاحب‌نام طریقت اهل حق خاندان آتش بیگی، فرزند سید غلامحسین از نوادگان حسن خان بیگ، پسر ارشد حسن خان و از نوادگان خان الماس‌خان بود. مزارش در قریه تازه‌کند ماکو زیارتگاه ارادتمندانش و مطاف اهل‌دل بعد از گذشت بیش از یک قرن است. سرگذشت میرمحمدحسن آقا را یکی از یارانش به نام درویش محمد به رشته تحریر درآورده است؛ این دست نوشته‌ها در کتابی به نام نوری در تاریکی چاپ شده‌است. طبق این دست‌نوشته‌ها میرحسن آقا تبریزی با اَعمال سید محمد در کلاردشت موافقت قطعی نداشتند و حتی با رفتن سید محمد به آنجا مخالف بوده‌است و از وی می‌خواهد دراویش قره‌قویونلو که در سفر همراه او بوده‌اند را بازگرداند. مینورسکی که با سید محمد مراوده داشته‌است علت حبس او (تبعید در تهران) را به گفته خودش «سرپیچی مذهبی» از همین موضوع نقل می‌کند. همانطورکه گفته شد اداره امور مسلکی پیروان آتش بیگی اهل کلاردشت به عهده شخصیت شناخته‌شده و پرآوازه، میر محمدحسن آقا بوده و حتی طبق دفتر زندگینامه ایشان، وی سال‌ها قبل از این ماجرا به حضور شاه و صدراعظم رسیده و مورد تفقد قرار گرفته بود؛ بنابراین احتمال این‌که به همین علت برخورد جدی با سید محمد توسط شاه صورت نگرفته باشد دور از ذهن نیست.

### ظلم سبحانقلی‌خان به مردم
جمعیت کلاردشت از دو گروه «گیل» یا بومیان و «ایل» یا مهاجرین تشکیل شده بود. جمعیت مهاجر (ایل) عمدتاً از طوایف عشایر لر، لک و کرد و پیرو اهل حق بودند که در فاصله زمانی حکومت صفوی تا قاجار به این منطقه کوچانده شده بودند. سواره‌نظام شاهی از عشایر مهاجر و تحت نظر صدراعظم بودند. هم‌زمان با سبحان قلی خان چهار سرکرده سواره‌نظام دیگر نیز در منطقه کجور و کلاردشت حضور داشتند. چرایی درگیری مردم با سبحانقلی و همچنین همراهی یزدانقلی با ایشان از نکات درخور توجه این ماجرا است. گزارش منابع حاکی از نارضایتی مردم از سبحان‌قلی است. ایل خواجوند عموماً از پیروان اهل حق بودند. رفتار سبحانقلی با هم‌کیشان و دراویش اهل حق زننده بود تا جایی که به مجلس راز و نیاز دراویش وارد و ریش برخی آن‌ها را برید یا سوزاند. این بی‌حرمتی خشم دراویش و مردم را درپی داشت. دست‌درازی و ستم وی به ایل و هم‌کیشان خود محدود نبود؛ بلکه بومیان هم از آزار وی در امان نبودند. چند نفر از دزدان و افراد شرور با همکاری و پشتوانه او اموال و دام‌های مردم را غارت می‌کردند. رعایا بارها شکایت او را به حاکمان و مباشران حکومتی کرده بودند اما به نتیجه‌ای نرسیده بودند. برادرش، یزدانقلی نیز که مقام سرکردگی را شایسته خود می‌دانست با او اختلاف داشت.
سیدمحمد، درویش پرشور اهل حق که به‌رسم هرساله به میان ایل خواجه‌وند آمده بود به‌زودی بین مردم محبوب و مشهور شد. ظلم و ستم سبحانقلی باعث جذب مردم به سخنان حق‌طلبانه و مبارزه با جور و ظلم و وعده‌های امیدبخش سید شد. یزدان‌قلی که گویا به فرصتی برای مقابله با برادر دست‌یافته بود به مردم می‌گفت: «مال و مخلفات این‌ها دیگر به چه درد شماها می‌خورد همه را باید بفروشید اسب و شمشیر بگیرید که حاضر به رکاب باشید که جنگ صاحب زمانی است و در رکاب مبارک مشغول جنگ باشید و اشخاصی که فریفته او شدند همه زندگانی‌شان را فروخته اسب و شمشیر خریده و حاضر شدند». سبحانقلی که در تنکابن بود با اطلاع از اخبار به کلاردشت مراجعت کرد. سید محمد و اهالی قریه گلینو به استقبالش رفتند؛ اما وی به آن‌ها تیراندازی کرد و با کشته شدن یک نفر از اهالی دلفان در درگیری شروع شد. یزدان قلی خشمگین از رفتار برادر، به سمت او تیراندازی و زانویش را زخمی کرد؛ سبحانقلی خان جان خود را از دست داد و خانه او به آتش کشیده شد زن سبحان‌قلی‌خان به همراه چند نفر راهی تهران شدند و اخبار را به اطلاع دربار رسانیدند.

### اختلاف بومیان و مهاجران در کلاردشت
بومیان (گیل) که از حضور ایل خواجه‌وند در سرزمین اجدادی خود ناراضی بودند از هر فرصتی برای تضعیف و خلاصی از شر آن‌ها استفاده می‌کردند. جمعیت مهاجر قدرت گیل رااز نظر اقتصادی و سیاسی تحت شعاع قرار داده بود. نفوذ و توان نظامی خواجه‌وندها و البته حمایت دولت مرکزی و صدراعظم از ایشان مانع مقابله‌به‌مثل بومیان با آن‌ها بود. شورش و آشوب حاصل از اقدامات سید محمد، قدرت ظاهراً همیشه متحد خواجه‌وند را از درون دچار شکاف و شکست کرده بود و آن‌ها علاوه بر جنگ و نزاع داخلی ازاین‌پس حمایت قدرت حاکمِه را نیز از دست‌داده بودند. «ونه دوبالوآ»، وزیرمختار وقت فرانسه در دربار ناصرالدین‌شاه پس از شنیدن ماجرا و سخنان سید از ماوقع کلاردشت به نقش ساعدالدوله و گیل در دامن زدن به اعتراضات سید و ایل خواجه‌وند اشاره می‌کند به گفته وی هنگامی‌که سید را پس از دستگیری به تهران آوردند او توانست در برابر شاه خود را تبرئه کند. سید با بیان ادله و دلایلی دال بر بی‌گناهی خود و توطئه ساعدالدوله به محضر شاه او را قانع کرده بود «که عشیره محلی از حضور وی برای ترتیب دادن نزاعی با اهل قریه سود جسته بودند. اهل قریه به حمایت ساعد الدوله در تهران رقبای خود را یاغی ناصرالدین‌شاه معرفی کردند …» به‌این‌ترتیب ازنظر وزیرمختار فرانسه در ایران، حقیقت ماجرا کاملاً متفاوت با داستان مهدی دروغین نقل شده بود.
با توجه به مطالب گفته شده واقعه کلاردشت، حرکتی هدفمند مذهبی و قیامی ملی نبود، بلکه شورشی محلی برای خلاصی از دست خانی زورگو بود. سخنان شورانگیز و امیدبخش سید اهل حق به مردمی خسته و تنها در برابر ظلم خانی ستمگر، بارقهٔ امیدی نشان داده بود. در این میان فرصت‌طلبان نیز به افروخته شدن این آتش کمک می‌کردند. به‌این‌ترتیب ساعدالدوله و بومیان با امکانات و موافقت دولت، فرصتی طلایی برای غلبه بر مشکل همیشگی و دردسر تاریخی مهاجران دست یافتند. با بررسی اجمالی ابعاد این واقعه می‌توان گفت واقعه کلاردشت معلول عوامل متعدد اجتماعی، سیاسی، اقتصادی و فرهنگی و مذهبی بوده‌است. ظلم خانی زورگو، بی‌توجهی دربار و حکومت مرکزی به شکایات مردم، درگیری و حسادت‌های خانوادگی و قبیلگی، اختلاف دیرینه سال بومیان و مهاجران، حرص و طمع حاکم برای قدرت و سلطه بیشتر بر منطقه حکومتی و افکار منجی‌گرایانه درویشی اهل حق ازجمله عللی است که دست‌به‌دست هم دادند و واقعه کلاردشت را به وجود آوردند. رویدادی که حاصل آن کشته و بی‌خانمان شدن تعداد زیادی از افراد ایلات خواجه‌وند و اهل حق ساکن کلاردشت بود.